# Partia Wolności (Polska)

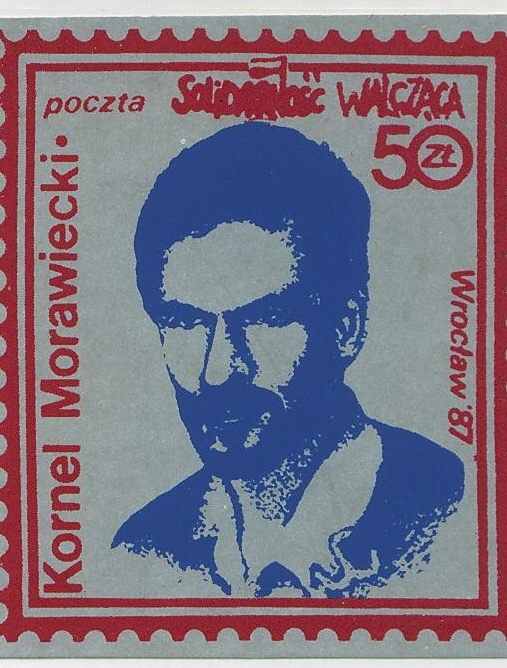
Kornel Morawiecki - lider partii

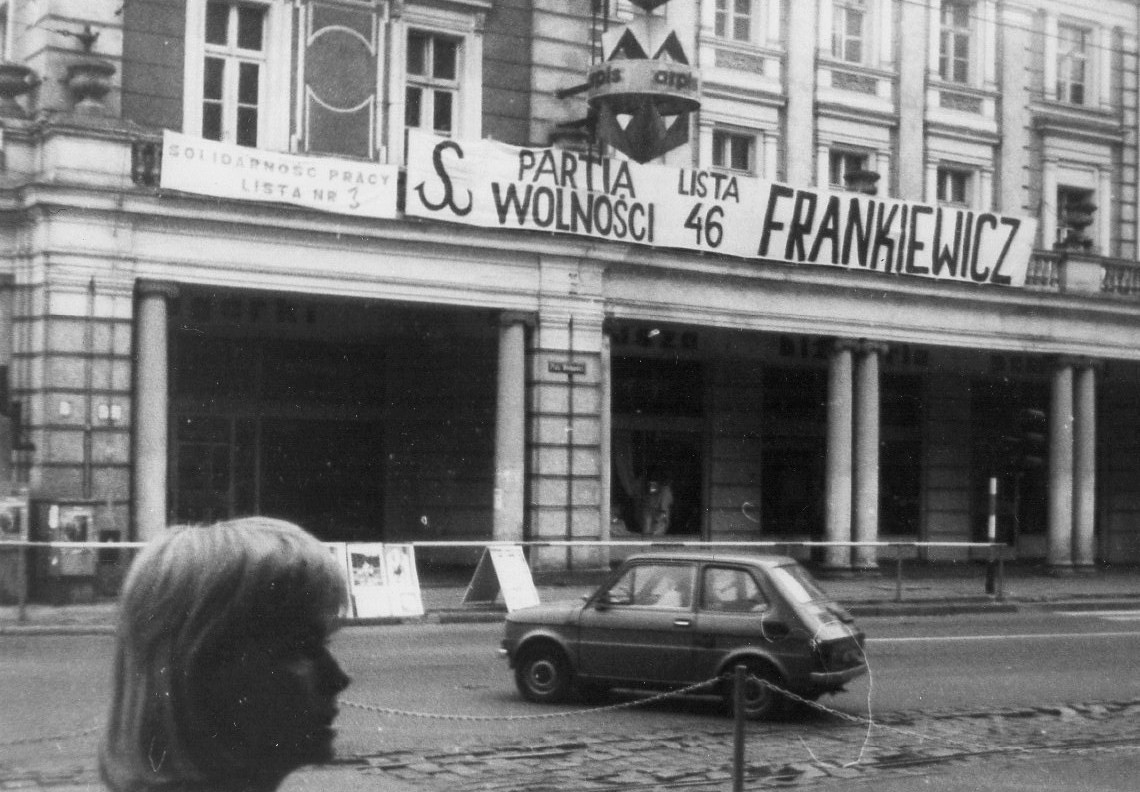
Transparent Partii Wolności w Poznaniu przed wyborami w 1991

Partia Wolności – polska partia polityczna Kornela Morawieckiego, powstała 7 lipca 1990 w oparciu o podziemne środowisko Solidarności Walczącej. Była to partia radykalnie antykomunistyczna, jako jedyna w obozie solidarnościowym nie uznająca ustaleń Okrągłego Stołu.
Z listy Komitetu Wyborczego Partii Wolności w wyborach parlamentarnych w 1991 kandydowali:
- Kornel Morawiecki, Wrocław,
- Maciej Frankiewicz, Poznań,
- Antoni Kopaczewski, Rzeszów-Tarnobrzeg,
- Edward Wóltański, Jelenia Góra-Legnica,
- Bogusław Gruszczyński, Radom,
- Jan Korycki, Warszawa,
- Piotr Jaworski, Łódź,
- Monika Borowska-Kolankiewicz, Białystok-Suwałki,
- Zbigniew Bereszyński, Opole,
- Jerzy Przystawa, Wałbrzych.
- Leszek Dobrzyński, Szczecin

Ugrupowanie wydawało we Wrocławiu ogólnopolski tygodnik „DNI”.
Partia Wolności weszła w skład Ruchu dla Rzeczypospolitej (w wyborach parlamentarnych w 1993 startowała w ramach Koalicji dla Rzeczypospolitej). Wielu członków dawnej PW znalazło się później w szeregach Ruchu Odbudowy Polski.

## Program polityczny
Partia Wolności postulowała uchwalenie nowej konstytucji i przeprowadzenie na jej mocy wyborów samorządowych i prezydenckich w 1992. Członkami ugrupowania nie mogły być osoby, które po 13 grudnia 1981 nie zrezygnowały z członkostwa w PZPR. PW opowiadała się za zakazem kandydowania w wyborach parlamentarnych i samorządowych oraz pełnienia kierowniczych funkcji przez 10 lat byłym aktywistom PZPR i organizacji satelickich. Była zwolenniczką przystąpienia Polski do NATO. Partia chciała ograniczenia zasiłków dla bezrobotnych i wprowadzenia płatnych robót publicznych. Postulowała też odsunięcie Leszka Balcerowicza z funkcji ministra finansów i zniesienie popiwku.

## Działacze
- przewodniczący: Kornel Morawiecki
- wiceprzewodniczący: Maciej Frankiewicz
- doradca kierownictwa: Romuald Kukołowicz